# Roberto Rivellino
Roberto Rivellino (São Paulo, 1 de janeiro de 1946) é um ex-futebolista brasileiro que atuava como meio-campista ou ponta-esquerda. É frequentemente considerado um dos melhores jogadores da história do futebol.
Jogou de meados da década de 1960 ao fim da década de 70 pelo Corinthians e pelo Fluminense. Ídolo tanto do Timão, quanto do Flu, em 2002 ganhou uma placa no Estádio das Laranjeiras, enquanto o Corinthians fez um busto em 2014 no Parque São Jorge para homenageá-lo. Também trabalhou como comentarista de televisão na década de 90 e atualmente é comentarista no programa Cartão Verde, da TV Cultura.

## Biografia

Rivellino em 1971

Tendo atuado oficialmente em apenas três clubes na carreira, viveu seu auge quando foi titular da Seleção Brasileira tricampeã mundial na Copa do Mundo FIFA de 1970, no México. Deu seus primeiros passos no futebol nas categorias de base do Corinthians, jogando no time profissional de 1965 a 1974, e então se transferiu para o Fluminense, onde também virou ídolo e jogou até 1978. Logo após deixar o clube carioca, foi jogar na Arábia Saudita pelo Al-Hilal, onde se aposentou em 1981.
Jogador extraclasse, de técnica apurada na perna esquerda que lhe permitia um futebol brilhante de lançamentos longos e passes precisos, potentes chutes de longa e meia distância, foi também exímio cobrador de faltas. O argentino Diego Maradona, em várias entrevistas, o considerou o melhor jogador que viu jogar. É amplamente considerado um dos maiores jogadores da história de Corinthians e Fluminense.

## Carreira
Nascido numa família de imigrantes italianos da localidade de Macchiagodena (província de Isernia, Região de Molise, Sul da Itália), Roberto Rivellino começou sua carreira como amador no Clube Atlético Indiano na capital paulista e também atuou no futebol de salão do E.C. Banespa.

### Corinthians

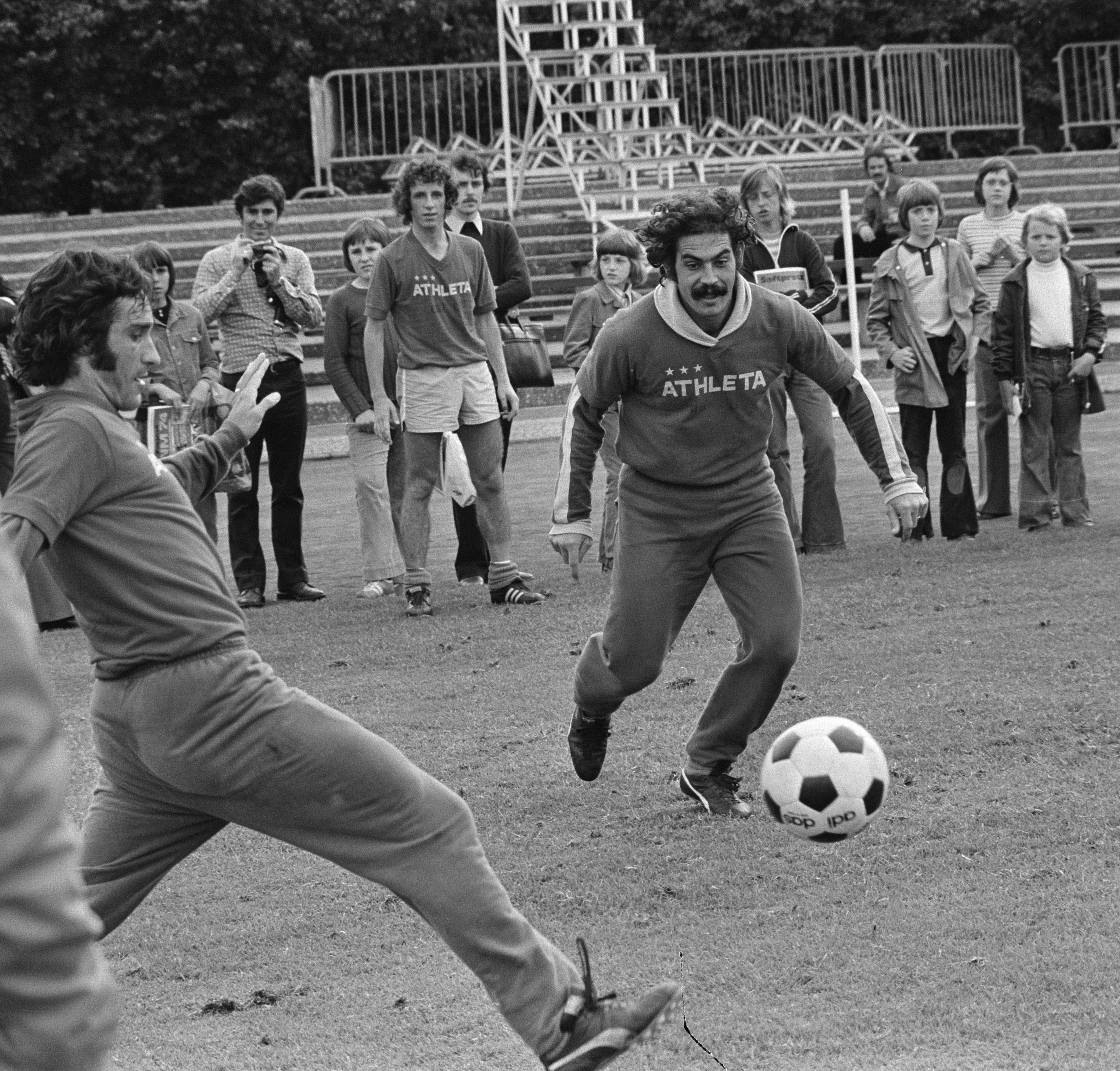
Rivellino durante um treinamento da Seleção Brasileira na Copa do Mundo de 1974

Após ser recusado no arquirrival Palmeiras, a carreira profissional de Rivellino teve início no Corinthians, onde tornar-se-ia um dos maiores ídolos, e tido por muitos como o maior ídolo da história do clube paulista.
Dispensado por Mário Travaglini no Palmeiras, Roberto Rivellino logo em sua chegada ao Corinthians já chamou a atenção de José Castelli, um dos grandes ídolos e artilheiros do clube alvinegro, que na época era responsável pelas categorias inferiores do clube. Sempre que jogava contra o Palmeiras Rivellino fazia questão de jogar bem, para mostrar o erro que eles cometeram ao dispensá-lo.
José Castelli, conhecido como Rato, acompanhando o primeiro treino de Rivellino com o olhar clínico e experiente do ex jogador, identificou algo de diferente no futebol do garoto e imediatamente o aprovou e já o mandou trazer fotos 3x4 para fazer a sua ficha de inscrição no clube do Parque São Jorge. Foi com a camisa do Corinthians que o "Reizinho" marcou mais gols em toda sua carreira (141) e como jogador do Corinthians foi a época na qual Rivellino fez mais sucesso na Seleção Brasileira, sendo um dos destaques da Seleção que venceu a Copa do Mundo FIFA de 1970. Após receber dos mexicanos o apelido de Patada Atômica, foi o camisa 10 do Brasil em 1974, sendo um dos poucos jogadores brasileiros que apresentaram um bom futebol nesse Mundial.
Quando ganhou a Copa do Mundo de 1970, onde foi titular e era peça importantíssima do elenco, Rivellino teria declarado que trocaria aquela glória por um simples de Campeonato Paulista pelo Corinthians. Título que em dez anos de clube ele jamais conseguiu, uma vez que o clube passava por um longo jejum de conquistas.
Teve essa chance em 1974 (ano que também foi o principal jogador da Seleção Brasileira na Copa do Mundo da Alemanha Ocidental), a final do Campeonato Paulista desse ano foi entre o Corinthians e Palmeiras, time que Rivellino dizia que mais gostava de enfrentar. Mas assim como todo o time corintiano naquela partida, Rivellino teve uma má atuação e a taça de campeão foi parar no Palestra Itália. Nos dias seguintes à perda do título a diretoria do Corinthians, que precisava de um bode expiatório, elegeu Rivellino como culpado da perda do título paulista. E negociou o seu passe com o Fluminense, que na época montava a chamada Máquina Tricolor. Partiu deixando um duplo sentimento de revolta, por ter perdido o título e abandonado o clube e de agradecimento por tudo que fez jogando no Corinthians e se tornando um dos maiores jogadores do Timão, pelo clube ele teve como título mais importante o Torneio Rio-São Paulo de 1966.
Em 2014, Rivellino foi convidado para participar do primeiro jogo da recém-construída Arena Corinthians, no bairro de Itaquera. A partida contou com o elenco corintiano da época jogando contra jogadores corintianos de várias épocas. Rivellino fez o primeiro gol, sendo assim o primeiro a fazer um gol da Arena Corinthians. Já no dia 24 de maio, foi homenageado pelo Corinthians com a inauguração de um busto seu no Parque São Jorge, a sede do Timão em São Paulo.

### Portuguesa
Em 1972, o Corinthians cedeu Rivellino por empréstimo para a Portuguesa para atuar em um jogo amistoso em comemoração à inauguração do Estádio do Canindé. O jogo foi contra a equipe do Željezničar Sarajevo, da Bósnia e Herzegovina (que, na época, pertencia à antiga Iugoslávia). Rivellino atuou cerca de 40 minutos e fez um dos gols na vitória da Portuguesa por 2–0. O gol, curiosamente, foi feito com o pé direito, ao invés de sua famosa canhota.

### Fluminense
Rivellino estreou no Fluminense em 8 de fevereiro de 1975, num amistoso em pleno sábado de carnaval, justamente contra o seu ex-time o Corinthians. O resultado foi 4–1 para os cariocas, com Rivellino marcando três gols e sendo o melhor jogador daquela partida.
Riva marcou o gol da conquista da Taça Guanabara de 1975 aos 119' da prorrogação. Em entrevista para a revista PLACAR nº 1.085, de julho de 1993, Rivellino, que chorou muito ao final, apontou esta partida como o seu jogo inesquecível, usando expressões como "vitória dramática", "meu primeiro título estadual", "se a gente perde ali, por exemplo, naquele jogo contra o America, acho que o bicampeonato de 1975 e 76 nem existiria", exaltando também o grande nível do time rubro.
O Fluminense que então era chamado de "Máquina Tricolor" era uma das melhores equipes que um time do brasileiro já havia montado, o time veio a conquistar o bicampeonato carioca (1975 e 1976), apesar de não ter conseguido ser campeão, foi por duas vezes semifinalista do Campeonato Brasileiro: em 1975, perdeu para o Internacional, e em 1976 para o Corinthians, no jogo em que houve a famosa invasão corintiana, onde 146 043 pessoas foram assistir o jogo mesmo caindo muita chuva no Maracanã.

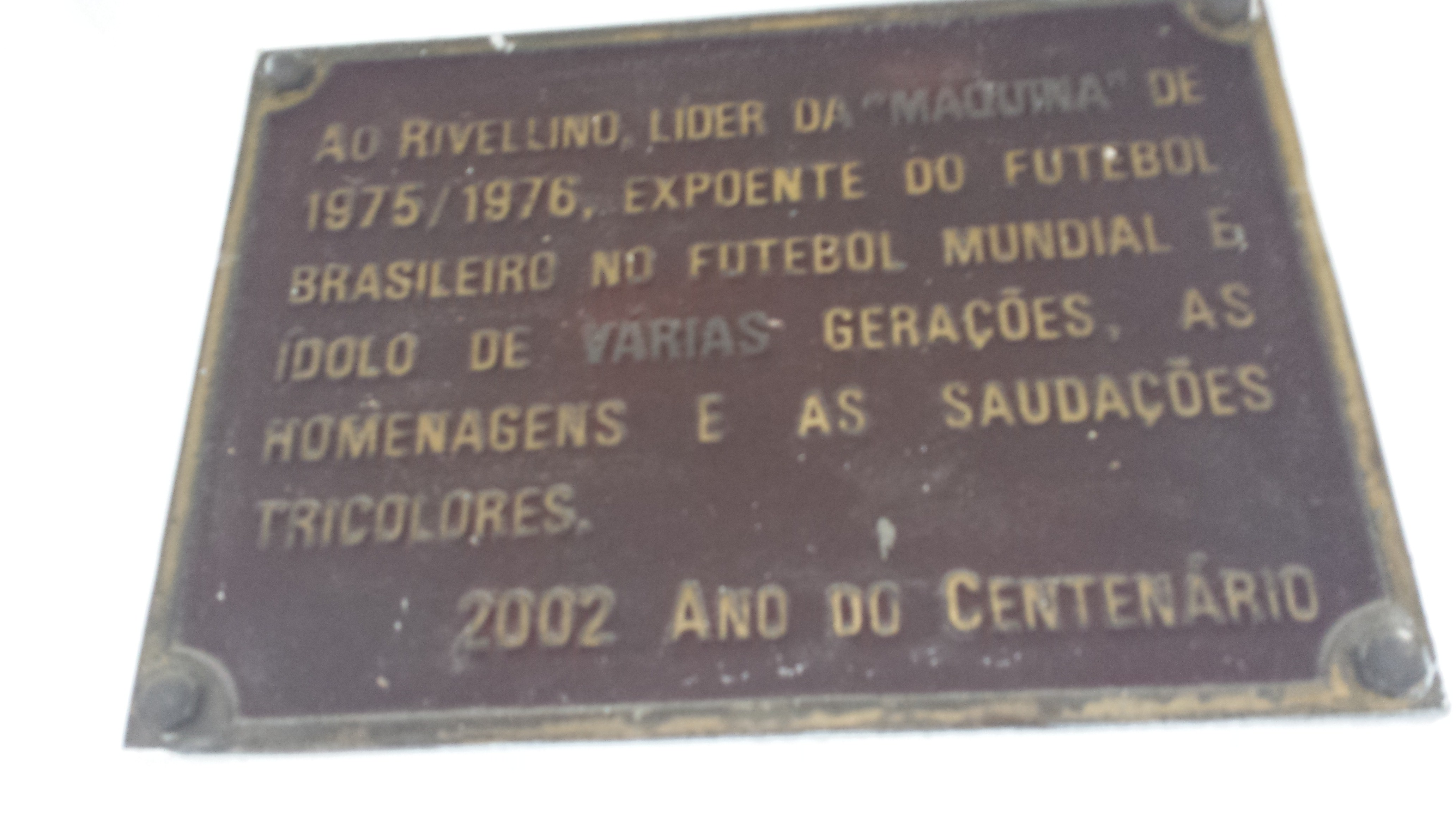
Placa para Rivellino no Estádio de Laranjeiras

A Máquina Tricolor montada por Francisco Horta, então presidente do Fluminense, tinha outros craques além de Rivellino, como Félix, Paulo Cézar Cajú, Doval, Pintinho, Carlos Alberto Torres, Dirceu e Edinho, entre outros, a equipe que vivia se exibindo pelo mundo em grandes torneios internacionais como o Torneio Internacional de Paris que o Fluminense conquistou em 1976.
Rivellino teve várias atuações de destaque pela equipe carioca, sendo uma delas um jogo contra o Vasco da Gama, onde marcou o gol mais famoso de sua carreira, aplicando o "drible elástico" no volante Alcir da equipe cruzmaltina e passando por mais dois jogadores cruzmaltinos antes de fazer o gol da vitória tricolor.
No Fluminense, atuou de 1975 a 1978, sempre com a camisa 10. No total, o meia realizou 158 partidas e marcou 53 gols pelo Tricolor das Laranjeiras.

### New York Cosmos
Em 1978, Rivellino disputou um amistoso pela equipe estadunidense do New York Cosmos contra o Atlético de Madrid. Os espanhóis venceram a partida por 3–1, sendo que o único gol do Cosmos foi marcado por Rivellino.

### Al-Hilal

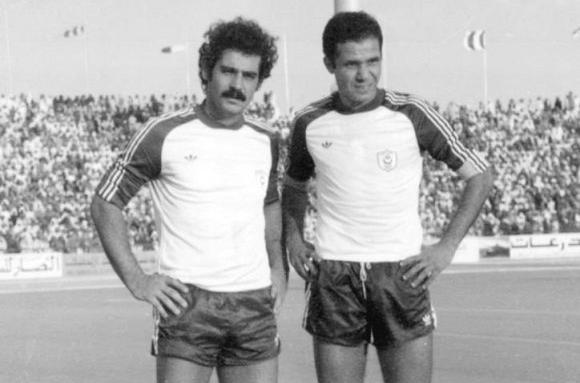
Rivellino (à esquerda) na equipe saudita do Al-Hilal, em 1979

Logo após deixar o Fluminense, foi vendido para o futebol árabe em 1978. Pelo Al Hilal, da Arábia Saudita, foi campeão da Copa do Rei e do Campeonato Saudita nos anos de 1979, 1980 e 1981. No entanto, desavenças com o príncipe Kaled, dono do time, fizeram com que o brasileiro encerrasse sua carreira mais cedo do que gostaria, em 1981, aos 35 anos. Antes disso, Rivellino havia declarado que pretendia jogar até os 42 anos.

### São Paulo
Ainda no mesmo ano, no dia 22 de setembro de 1981, logo após encerrar oficialmente sua carreira futebolística, disputou uma partida como jogador do São Paulo contra a Seleção da Arábia Saúdita. O jogo foi um amistoso, realizado no Morumbi.

## Seleção Nacional

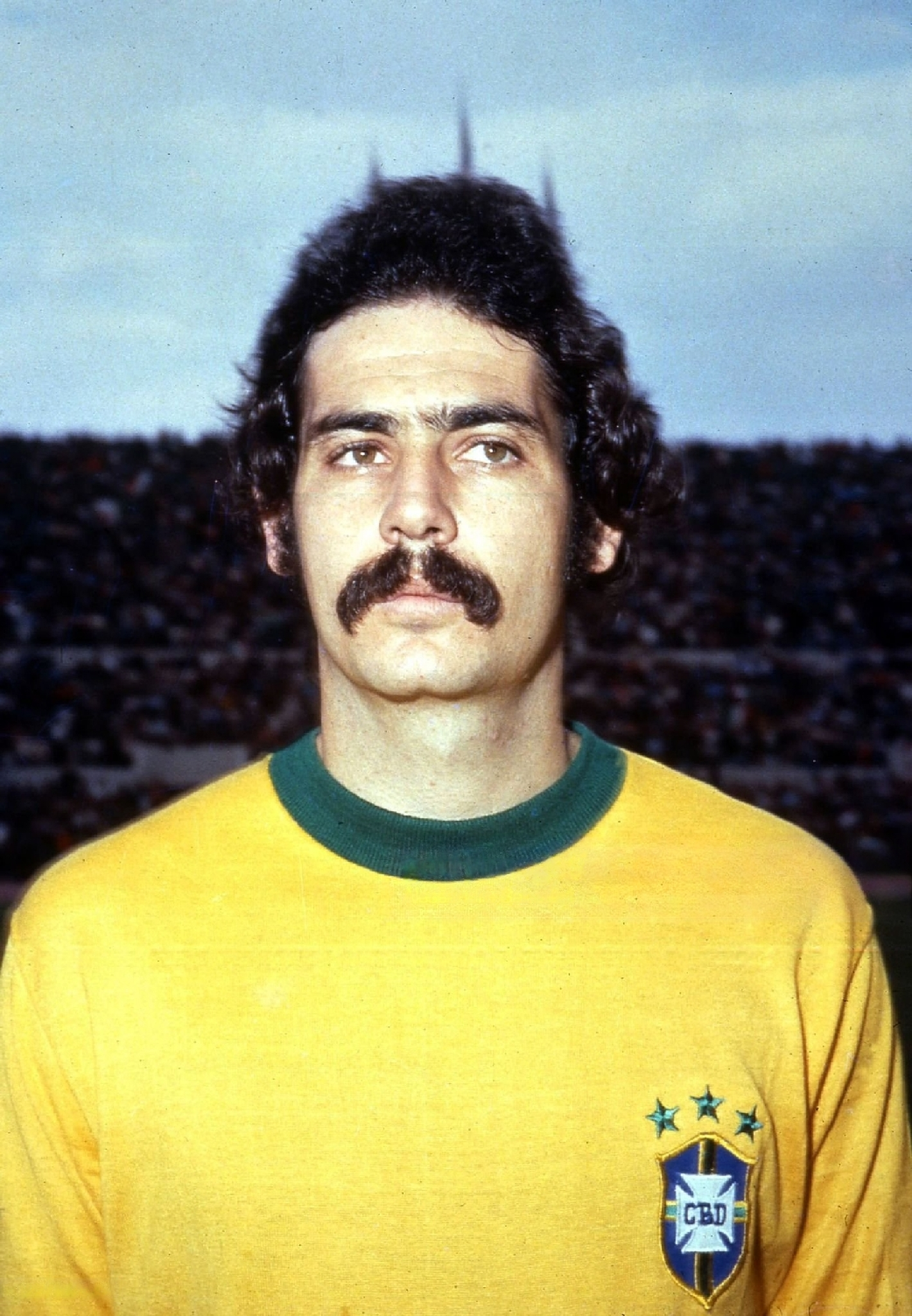
Rivellino pela seleção brasileira em 1970.

Na Copa do Mundo FIFA de 1970 realizada no México, foi um dos grandes destaques da Seleção Brasileira tricampeã do mundo no México. Para muitos especialistas, essa Seleção é tida como o melhor time de futebol já formado numa Copa do Mundo, tendo jogadores como Pelé, Tostão, Carlos Alberto Torres, Gérson, Jairzinho, entre muitos outros, como o próprio Rivellino, que jogou com a camisa 11 nesse Mundial.
Nessa época Rivellino angariou um grande número de fãs internacionais, sendo talvez o mais famoso deles, o maior jogador da história da Seleção Argentina, o meia-atacante Diego Maradona, que o tinha como ídolo e exemplo em sua infância. Maradona se entusiasmara pelas jogadas com a perna esquerda, já que Rivellino era canhoto como ele. Também gostava da sua postura rebelde dentro de campo, sempre de cabelos longos, gesticulando e incentivando seus companheiros.

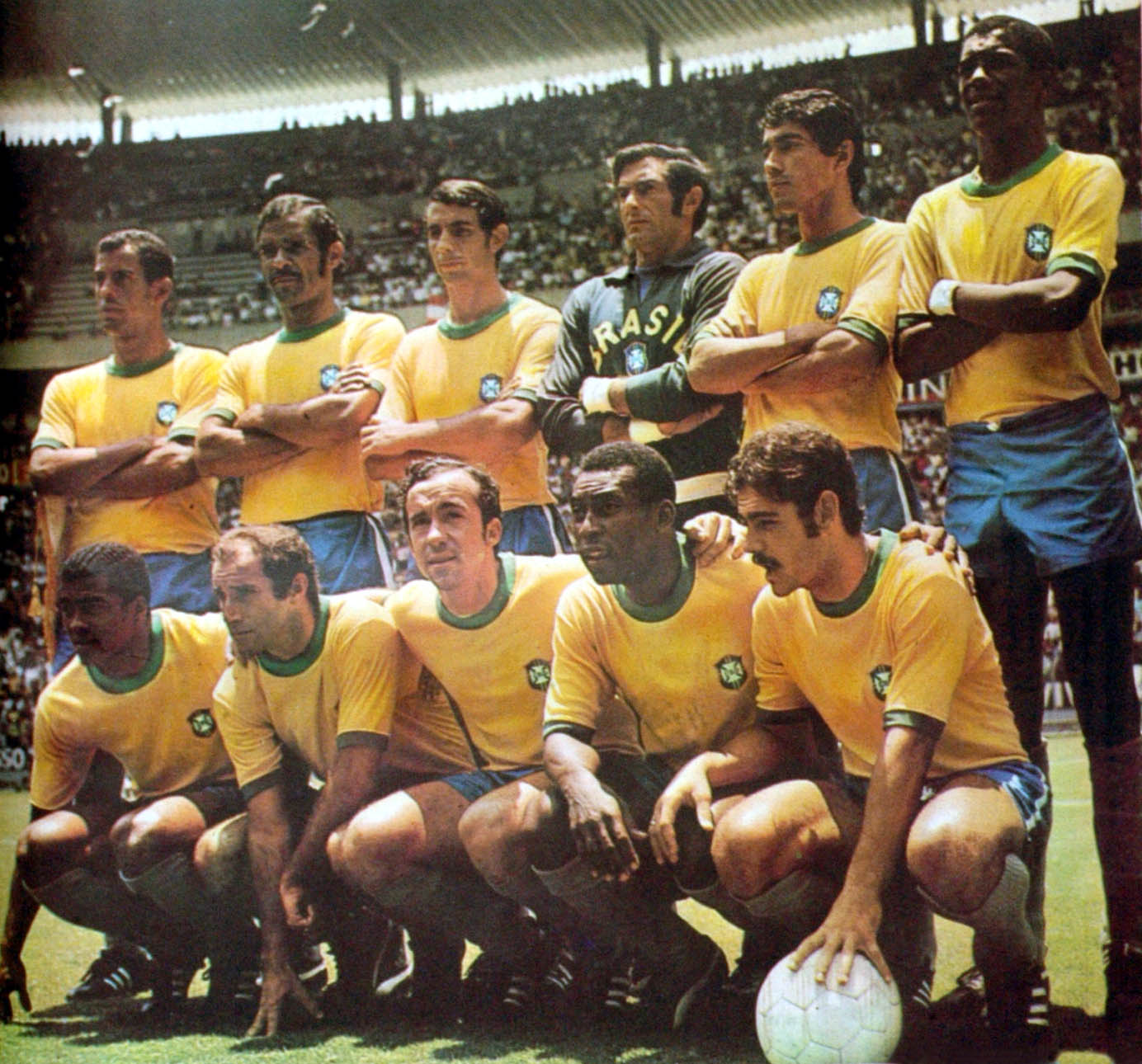
Rivellino (o primeiro agachado, da direita para a esquerda) na Copa do Mundo de 1970

Após a Copa do Mundo de 1970, Riva ainda seria campeão pela Seleção Brasileira da Taça Independência, conhecida também como Torneio "Mini-Copa". A competição, que comemorava o sesquicentenário da Independência, foi disputada no Brasil com a participação de diversas Seleções nacionais. O meia conquistou também a Taça do Atlântico em 1976, que contou com a presença de Argentina, Uruguai e Paraguai, além do Torneio Bicentenário dos Estados Unidos, também em 1976.
Para a Copa do Mundo FIFA de 1974, realizada na Alemanha Ocidental, Rivellino foi convocado pela segunda vez para um Mundial. Dessa vez mais experiente, e herdando a camisa 10 que pertencera a Pelé quatro anos antes, o meia foi como o grande craque da Seleção Brasileira ao lado de Jairzinho. Riva jogou muito bem e marcou belos gols, como o que fez contra a Alemanha Oriental ao cobrar uma falta extremamente precisa, mandando a bola numa brecha da barreira aberta por Jairzinho, que se abaixou na hora certa. Os brasileiros, no entanto, só conquistaram um quarto lugar na competição, que teve a Seleção Alemã-Ocidental como campeã em cima do emblemático carrossel holandês, como era chamada a Seleção Holandesa liderada por Johan Cruijff.
Convocado por Cláudio Coutinho para Copa do Mundo FIFA de 1978, realizada na Argentina, Rivellino acabou ficando na reserva de Zico na maior parte da competição por estar contundido. Em sua terceira e última Copa do Mundo, a Seleção Brasileira conseguiu o terceiro lugar da competição, que teve a Seleção Argentina como campeã. O Mundial, no entanto, é considerado um dos mais polêmicos da história, pelo clima político da Argentina na época, que vivia numa ditadura, além dos supostos favorecimentos para a anfitriã vencer o torneio.

## Jogadas famosas

Rivellino (de branco) numa partida Fluminense × Corinthians

Rivellino teria começado seu futebol jogando em quadras, na modalidade conhecida por futsal. Graças a essa origem, desenvolveu uma série de jogadas curtas com a perna esquerda que viriam a fazer grande sucesso nas categorias de base do Corinthians, mais tarde no time principal.
É tido como o inventor do "drible elástico", que consiste em fazer um movimento de vaivém com a bola usando o mesmo pé. Mas o próprio Rivellino já disse, por diversas vezes, que copiou o drible de um colega do futsal, de origem japonesa, o ex-camisa 8 do Corinthians Sérgio Echigo. Foi com a camisa do Fluminense, contra o Vasco da Gama que o drible elástico ficou eternizado no imaginário popular, onde Rivellino dá o drible Alcir e depois passa por dois jogadores vascaínos antes de marcar o gol.
Excelente cobrador de faltas, chamava a atenção pelos potentes tiros desferidos com a perna esquerda. Na Copa do Mundo FIFA de 1970, o primeiro gol da Seleção Brasileira foi marcado por ele, numa cobrança de falta contra a Tchecoslováquia. Por outro lado, evitava cobrar pênaltis o máximo que podia, pois reconhecia não ter a mesma precisão à curta distância.
Outro gol de falta histórico foi o que Rivellino fez na Copa do Mundo FIFA de 1974, em Hanôver. O meio-campista mandou uma de suas "patadas" na cobrança de falta e Jairzinho, que ficou entre a barreira e seria atingido pela bola, num lance rápido se jogou no chão para não atrapalhar a trajetória do chute. Com isso, o goleiro Jürgen Croy nada pôde fazer para defender a finalização certeira de Rivellino, e o Brasil venceu a Alemanha Oriental por 1–0.[carece de fontes?]

## Apelidos
- Garoto do Parque: apelido que ganhou logo após ser revelado pelas divisões de base do Corinthians;
- Reizinho do Parque: dado pelo jornalista esportivo Antônio Guzmán na década de 1960, em sua época majestosa de Corinthians;
- Patada Atômica: chamado assim pelos mexicanos na campanha da Seleção Brasileira na Copa de 1970, por seus potentes chutes de canhota. Outros dizem que esse apelido foi dado pelo locutor Waldyr Amaral, durante a Copa do Mundo de 1970;
- Bigode: chamado assim pelos colegas futebolistas. Quando jogador, tinha 1,71 m e 75 kg e atraía muito a atenção seu bigode, que começou a usar a partir de 1970 e manteve desde então.
- Riva: utilizado carinhosamente por torcedores do Fluminense, o apelido é uma abreviação do seu sobrenome.
- Curió das Laranjeiras: um apelido concedido no tempo em que jogou no Fluminense, fazendo referência à sua paixão por curiós e ao bairro das Laranjeiras, no Rio de Janeiro, onde se localiza a sede e o estádio do Fluminense.

## Títulos
Corinthians
- Pentagonal do Recife: 1965
- Torneio Rio–São Paulo: 1966
- Copa Cidade de Turim: 1966 e 1969
- Triangular de Goiânia: 1967
- Taça Piratininga: 1968
- Torneio da Costa do Sol: 1969
- Troféu Apolo V: 1969
- Torneio do Povo: 1971
- Torneio Laudo Natel: 1973

Fluminense
- Campeonato Carioca: 1975 e 1976
- Taça Guanabara: 1975

Rivellino em um jogo do Brasil contra a Áustria, em 1971

- Taça Amadeu Rodrigues Sequeira - Terceiro turno do Campeonato Carioca: 1976
- Torneio Viña del Mar: 1976
- Torneio de Paris: 1976
- Troféu Teresa Herrera: 1977
- Copa Governador Faria Lima: 1977
- Copa Vale do Paraíba: 1977

Al-Hilal
- Campeonato Saudita: 1978–79
- Copa do Príncipe Faisal Bin Fahad: 1979–80

Seleção Brasileira
- Copa do Mundo FIFA: 1970
- Copa Roca (atual Superclássico das Américas): 1971 e 1976
- Taça Independência: 1972
- Taça do Atlântico: 1976
- Torneio Bicentenário dos Estados Unidos: 1976
- Taça Oswaldo Cruz: 1976
- Copa Rio Branco: 1976
- Mundialito de Cáli: 1977

Seleção Brasileira de Masters
- Copa Pelé: 1989

### Prêmios individuais
- All-Star Team da Copa do Mundo da FIFA: 1970
- Craque do time das estrelas da Copa do Mundo: 1970
- Artilheiro do Torneio do Povo de 1971 (2 gols)
- Bola de Prata da revista Placar: 1971
- 3º Melhor Futebolista Sul-Americano do ano: 1973
- 3º Futebolista Sul-Americano do ano: 1976
- 2º Melhor Futebolista Sul-Americano do ano: 1977
- Hall da fama do futebol internacional - International Football Hall of Fame (IFHOF): 1997
- 13º Maior jogador Brasileiro do Século XX pela IFFHS: 1999
- 32º Maior jogador sul-americano do século : 1999
- 100 Maiores Craques do Século - World Soccer (Leitores): 1999
- FIFA 100: 2004
- Premio Golden Foot Award (Lenda do Futebol): 2006
- 49 Maiores jogadores de todos os tempos - World Soccer (Jurados): 2010
- Seleção de Todos os Tempos do Brasil pela IFFHS (Time B): 2021[17]

### Seleção da América do Sul de todos os tempos
Foi escolhido ainda para integrar a Seleção de Futebol da América do Sul do Século XX. A enquete foi realizada com cronistas esportivos de todo o mundo.